# Irby in the Marsh
Irby in the Marsh est une paroisse civile et un village du Lincolnshire, en Angleterre.